# Ark Airways
Ark Airways war eine armenische Frachtfluggesellschaft mit Sitz in Jerewan und Basis auf dem Flughafen Jerewan.

## Geschichte
Die Ark Airways wurde am 22. Januar 2010 in Armenien gegründet. Für die Wartung der von Ilyushin gebauten Flugzeuge war die Volga-Dnepr Gulf Ltd. in Schardscha zuständig.

## Flotte
| Flugzeugtyp    | Anzahl | Anmerkungen | Sitzplätze |
| -------------- | ------ | ----------- | ---------- |
| B747-200       | 1      |             |            |
| Ilyushin Il-76 | 7      |             |            |
| Total          | 8      |             |            |